# Abbeville
Abbeville (deutsch „Stadt des Abtes“; niederländisch Abbekerke) ist eine nordfranzösische Stadt mit 22.406 Einwohnern (Stand 1. Januar 2022) im Département Somme in der Region Hauts-de-France. Sie ist Bezirkshauptstadt (Sous-Préfecture) des Arrondissements Abbeville. Die Einwohner nennt man Abbevillois.

## Lage und Klima
Die Stadt liegt in ca. 10 m Höhe an der Somme, etwa 12 km südöstlich der Somme-Bucht, durch die der kleine Küstenfluss in den Ärmelkanal mündet. Die Departementshauptstadt Amiens liegt etwa 45 km stromaufwärts, weit im Landesinnern; deshalb gilt Abbeville als Zentrum der vom Seeklima beeinflussten maritimen Picardie. Das Gemeindegebiet liegt im Regionalen Naturpark Baie de Somme Picardie Maritime. In Abbeville befindet sich auch die Parkverwaltung.

## Bevölkerungsentwicklung
| Jahr                       | 1800   | 1851   | 1901   | 1954   | 1999   | 2020   |
| Einwohner                  | 18.052 | 19.158 | 20.388 | 19.502 | 24.567 | 22.895 |
| Quellen: Cassini und INSEE |        |        |        |        |        |        |

## Wirtschaft
Abbeville war jahrhundertelang geprägt von Baumwollspinnereien und von der Viehzucht. Noch heute spielen die Textilindustrie sowie mehrere Brauereien wichtige Rollen im Wirtschaftsleben der Stadt. Der Flugplatz Abbeville-Drucat liegt etwa 4 km nördlich auf dem Gebiet der Gemeinde Buigny-Saint-Maclou.

## Geschichte

### Frühzeit und Antike
In den 1830er-Jahren vom französischen Hobbyarchäologen Jacques Boucher de Perthes in der Fundstelle Moulin Quignon nahe Abbeville entdeckte altsteinzeitliche Faustkeile belegen eine Besiedlung dieses Platzes durch Homo heidelbergensis bereits vor mehr als 650.000 Jahren. In Abbeville fanden sich geringe römische Siedlungsspuren, etwa ein römischer Keller unter der Kirche Notre Dame de Châtel, die auf eine eventuelle Bewohnung des Ortes seit dem 3. Jahrhundert schließen lassen.

### Früh- und Hochmittelalter

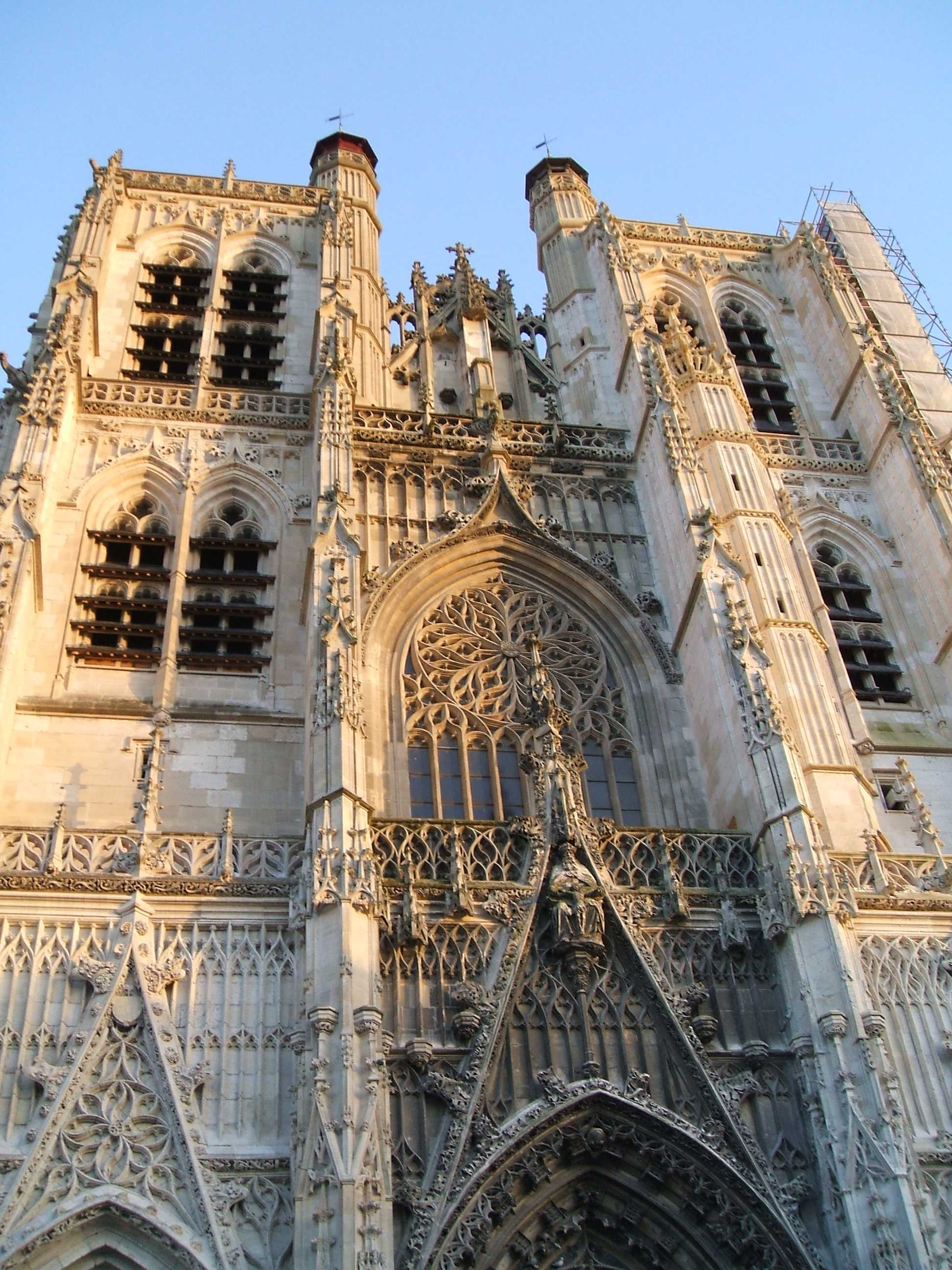
Stiftskirche St. Vulfran

Als einer von 13 unter der Herrschaft der Abtei Saint-Riquier stehenden Marktflecken erscheint Abbeville, damals lateinisch Abbatis villa genannt, erstmals im Jahr 831 in der Chronique de l’abbaye de Saint-Riquier, die vom Kleriker Hariulf d’Oudenbourg im frühen 12. Jahrhundert verfasst wurde. Damals residierte bereits ein Vogt in einer kleinen Burg des Ortes. Trotzdem war Abbeville zu dieser Zeit offenbar noch unbedeutend; die Normannen besetzten nämlich zwischen 845 und 861 den weiter flussabwärts gelegenen Ort Grand-Laviers. Hugo Capet ließ Abbeville im Jahr 990 zu einer Festung ausbauen, welche die Mündung der Somme sichern sollte. Er ließ Gräben um die Stadtmauer ziehen und übergab den Ort seinem in Montreuil residierenden Gefolgsmann Hugo von Ponthieu. Dieser war mit Hugo Capets Tochter Gisela verheiratet und bekam auch die advocatia über Saint-Riquier. Hugos Sohn Enguerrand I. nahm den Titel eines Grafen von Ponthieu an und in der Folgezeit wurde Abbeville der Hauptort dieser Grafschaft.
Im Jahr 1053 wurde in Abbeville die erste Stiftskirche zu Ehren des heiligen Wulfram von Sens erbaut. Nach den Predigten Peters des Einsiedlers berief der Graf Gui I. von Ponthieu im Jahr 1096 führende flämische, normannische und pikardische Adlige nach Abbeville. Der Herzog der Normandie, der Graf von Flandern, Gottfried von Bouillon, Herzog von Niederlothringen, und andere Edelleute folgten der Einladung und versammelten in Abbeville ihre Truppen, um von dort die Abfahrt ins Heilige Land zum Ersten Kreuzzug zu organisieren. Aufgrund seiner Gebrechlichkeit konnte der Graf von Ponthieu jedoch nicht selbst am Kreuzzug teilnehmen. Ebenso diente Abbeville später den Führern des Zweiten Kreuzzugs als Sammelplatz vor dem Aufbruch ins Heilige Land. Die verwandtschaftlichen Verbindungen zwischen Graf Guido I. von Ponthieu und den Kapetingern sorgten dafür, dass Abbeville königstreu blieb. Um 1130 erhielt der Ort von seinem Oberherrn, dem Grafen Guillaume I. Talvas, das Recht, sich als Gemeinde mit einem Bürgermeister und 24 Schöffen zu organisieren. Allerdings stellte erst Graf Jean I. von Ponthieu im Jahr 1184 die entsprechende Urkunde aus. Diese Gemeindeorganisation blieb im Wesentlichen bis zur Französischen Revolution bestehen.
Der französische König Philipp II. August zog im Jahr 1221 Ponthieu kurzzeitig ein, wodurch auch Abbeville unter königliche Herrschaft kam. Vier Jahre später wurde es – wie das übrige Ponthieu – der Gräfin Marie zurückerstattet. Fälschlicherweise wurde der am 4. Dezember 1259 zwischen dem französischen König Ludwig IX. und dem englischen König Heinrich III. geschlossene Friede nach Abbeville benannt, obwohl dieser eigentlich in Paris unterzeichnet wurde. 1279 erbte der englische König Eduard I. als Schwiegersohn der Gräfin Johanna von Ponthieu deren Grafschaft, so dass Abbeville damals an England fiel, in dessen Besitz es bis zu einem 1345 erfolgten Aufstand blieb. Aufgrund des Friedens von Brétigny kam es im Jahr 1361 wieder unter Kontrolle der Engländer, die jedoch bereits acht Jahre später von französischen Truppen mit Unterstützung der Einwohner vertrieben wurden.

### Spätmittelalter und frühe Neuzeit
Nach dem Tod Karls VI. (1422) erkannte Abbeville Heinrich VI. als französischen König an. Der burgundische Herzog Philipp der Gute erhielt es 1435 durch den Vertrag von Arras mit den übrigen Somme-Städten, für die Frankreich allerdings ein Rückkaufrecht besaß. König Ludwig XI. machte von diesem Recht 1463 Gebrauch und bestätigte Abbeville seine Privilegien, doch kam die Stadt bereits 1465 durch den Vertrag von Conflans an Karl den Kühnen und damit wieder zu Burgund. Das von diesem Herrscher in Abbeville erbaute Schloss wurde später (1591) durch den Herzog von Aumale zerstört. Nach dem Tod Karls des Kühnen (1477) annektierte Ludwig XI. erneut Abbeville, wo im Oktober 1514 die Heirat von König Ludwig XII. mit Mary Tudor, einer Tochter Heinrichs VII. von England, stattfand. 1583 gehörte die Stadt zur Apanage von Diane de France. Abbeville unterstützte während der Hugenottenkriege zuerst die Heilige Liga, erkannte dann aber im April 1594 Heinrich IV. an, der seinerseits der Stadt ihre alten Rechte bestätigte. Als Diane de France starb (1619), wurde Abbeville an Charles de Valois übergeben, der es bis zu seinem Ableben (1650) behielt.

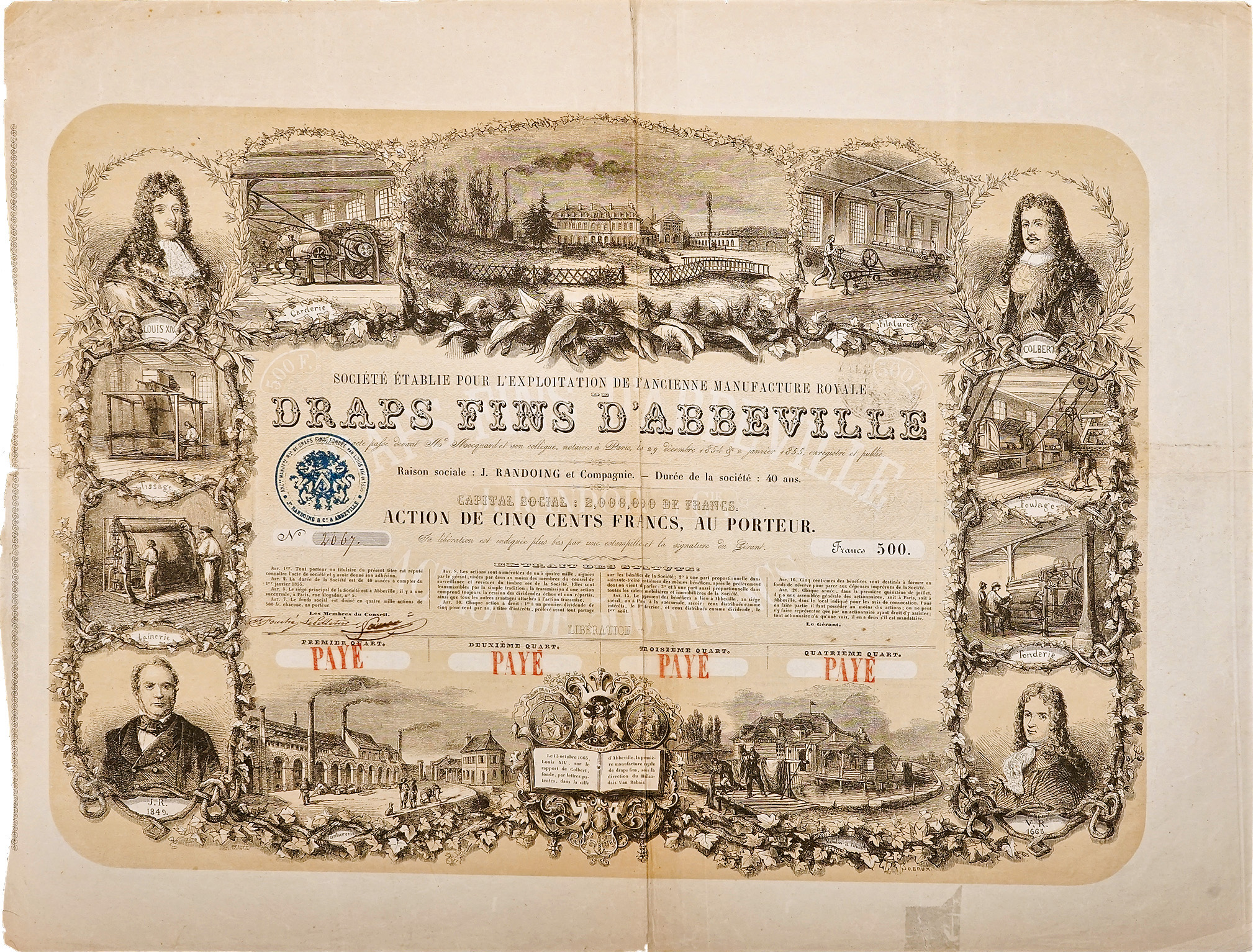
Gründungsaktie der Königlichen Tuchmanufaktur in Abbeville aus dem Jahr 1855. Die als eine der allerersten Textilfabriken der Welt geltende Manufaktur wurde 1849 von dem Politiker Jean-Baptiste Randoing übernommen, der sie in eine Aktiengesellschaft umgewandelt hat.

Wirtschaftlich gesehen war Abbeville im Mittelalter seit dem 12. Jahrhundert ein wichtiger Handelshafen am Ärmelkanal. Hier blühte auch das Tuchmachergewerbe und die Stadt war im 13. Jahrhundert Mitglied der Londoner Hanse. Schätzungen zufolge hatte Abbeville bis zu 40.000 Einwohner. Die Versandung der Somme-Bucht drängte aber das Meer allmählich zwölf Kilometer zurück. Damit ging seit dem 17. Jahrhundert ein ökonomischer Verfall der Stadt einher, zu dem auch die Aufhebung des Ediktes von Nantes (1685) beitrug. Während der Regierung Ludwigs XIV. erhielt Abbeville immerhin 1665 durch Colbert die erste, vom Niederländer Josse van Robais (1630–1685) errichtete königliche Tuchmanufaktur sowie 1667 die erste Teppichfabrik. Der verarmte Adlige Jean-François Lefèbvre, chevalier de la Barre wurde 1766 in Abbeville wegen angeblicher Gottlosigkeit zum Tod verurteilt.

### 20. und 21. Jahrhundert
Am 16. Mai 1940, dem siebten Tag des Westfeldzuges, erreichten Panzer der 2. Panzer-Division des XIX. Armeekorps die Kanalküste bei Abbeville. Die Wehrmacht war schnell durch die neutralen Niederlande und durch Belgien marschiert und kesselte das britische Expeditionskorps in und um Dünkirchen ein. Damit war die alliierte Nordgruppe mit rund 400.000 Mann eingeschlossen (näheres siehe Schlacht um Dünkirchen). Vom 28. Mai bis 4. Juni 1940 fand die Schlacht von Abbeville statt.
Bombardements der Deutschen wie der Alliierten richteten während des Zweiten Weltkriegs zwischen 1940 und 1944 Zerstörungen im Stadtgebiet an. Im Herbst 1944 zog sich die Wehrmacht aus Abbeville zurück.
Im Jahr 2013 sorgte der Abriss der Kirche des Heiligen Jakob (Église Saint-Jacques d’Abbeville) für überregionale Schlagzeilen. Mit dem Überschrift „Église Saint Jacques l’oubliée....“ wurde auf die unwiederbringliche Zerstörung von architektonischer Geschichte und Kulturgut hingewiesen. Kritik ließ die katholische Kirche jedoch nicht auf sich sitzen: Da sich seit der Französischen Revolution alle Kirchengebäude in Frankreich in Staatsbesitz befinden, sei der französische Staat für den Unterhalt und für den Abriss von Kirchen zuständig.

## Kultur und Sehenswürdigkeiten
- Abbeville ist wegen altsteinzeitlicher Funde in einer Kiesgrube nahe der Stadt namengebend für die altsteinzeitliche Epoche des Abbevillien.
- Die Stiftskirche St. Wulfran ist ein Meisterwerk spätgotischer Baukunst. Ihre im Jahr 1488 begonnene Erbauung wurde 1539 unterbrochen und fand erst im 17. Jahrhundert ihre Fertigstellung. Das Bauwerk erlitt im Zweiten Weltkrieg schwere Zerstörungen.
- Die spätgotische Église Saint-Sépulcre soll an der Stelle stehen, wo sich die Kreuzfahrer im Jahr 1096 zum 1. Kreuzzug eingeschifft haben. Ihr Inneres wird seit 1993 von einem Glasfensterzyklus von Alfred Manessier dominiert.
- Die Église Saint-Gilles erhielt ihre heutige Form ebenfalls im 15. Jahrhundert; der mächtige Glockenturm (clocher) stammt jedoch erst aus dem Jahr 1720. In den 1870er Jahren wurde eine umfassende Restaurierung im neogotischen Stil durchgeführt.
- Die durch ihre hochaufragende Helmspitze charakterisierte Église Saint-Jacques entstand in den Jahren 1868 bis 1876.
- Der im Jahr 1209 fertiggestellte Beffroi d’Abbeville wurde von den Bürgern der Stadt als Zeichen ihres Verteidigungswillens errichtet. Er beherbergt heute ein archäologisches Museum und das Museum der Schönen Künste.
- Das barocke Schloss Bagatelle gilt als das raffinierteste Exemplar von kleinen, verspielten Prunkbauten in Frankreich.[10]

## Sport
Der vor allem durch seine Fußballer landesweit bekannteste Sportverein Abbevilles ist der um Jahr 1901 gegründete Sporting Club.

## Städtepartnerschaften
- Argos, Peloponnes, Griechenland (seit 1993)
- Burgess Hill, West Sussex, England (seit 1994)

## Persönlichkeiten
- Bernhard von Tiron (um 1046–1116), Klostergründer
- Jean Halgrin (um 1180–1233), Schriftsteller, Diplomat und Kardinal
- Hélisenne de Crenne (um 1510–um 1560), Schriftstellerin
- Jacques Cordier dit Bocan (1580–1653), Tänzer, Tanzlehrer und Violinist
- Nicolas Sanson (1600–1667), Kartograph
- François de Poilly der Ältere (1623–1693), Kupferstecher und Händler, sowie Verleger
- Philippe Hecquet (1661–1737), Arzt und Schriftsteller
- Blaise Duval (1739–1803), General der Kavallerie
- Rose Bertin (1747–1813), Schneiderin, Hutmacherin und Modistin
- Charles Hubert Millevoye (1782–1816), Dichter
- Jean-Baptiste-Antoine-Aimé Sanson de Pongerville (1782–1870), Übersetzer und Mitglied der Académie française
- Polycarpe Chabaille (1796–1863), Romanist und Mediävist
- Antoine Désiré Mégret (1797–1853), katholischer Geistlicher
- Alfred Le Roy de Méricourt (1825–1901), Arzt
- Amédée-Anatole Courbet (1827–1885), Admiral
- Georges Brunel (1856–1900), Mathematiker
- Henri Padé (1863–1953), Mathematiker
- Waldemar Lestienne (1878–1967), Automobilrennfahrer, -konstrukteur und Unternehmer
- Émile Wirtz (1887–1964), Radrennfahrer
- Michel Doré (1892–1945), Automobilrennfahrer
- Jean Treunet (1895–1980), Automobilrennfahrer
- Jean Paul Morel (1903–1975), US-amerikanischer Dirigent und Musikpädagoge
- Francis Huré (1916–2021), Diplomat
- Roman Opałka (1931–2011), französisch-polnischer Künstler
- Jacques Marseille (1945–2010), Historiker und Wirtschaftswissenschaftler
- Éric Lalouette (* 1951), Radrennfahrer
- Hervé Niquet (* 1957), Dirigent und Cembalist
- Jean-Raymond Peltier (* 1957), Ruderer
- Jean-Claude Leclercq (* 1962), Radrennfahrer
- Étienne Guillet (* 1976), römisch-katholischer Geistlicher, Bischof von Saint-Denis ab 2024
- Johann Duhaupas (* 1981), Boxer im Schwergewicht
- Jérémy Stravius (* 1988), Schwimmer
- Marie-Charlotte Léger (* 1996), Fußballspielerin